# Ledmorit
Der Ledmorit (Englisch Ledmorite) ist ein lokaler Gesteinsname für eine grobkörnige  Nephelinsyenitvarietät des Silurs.

## Etymologie

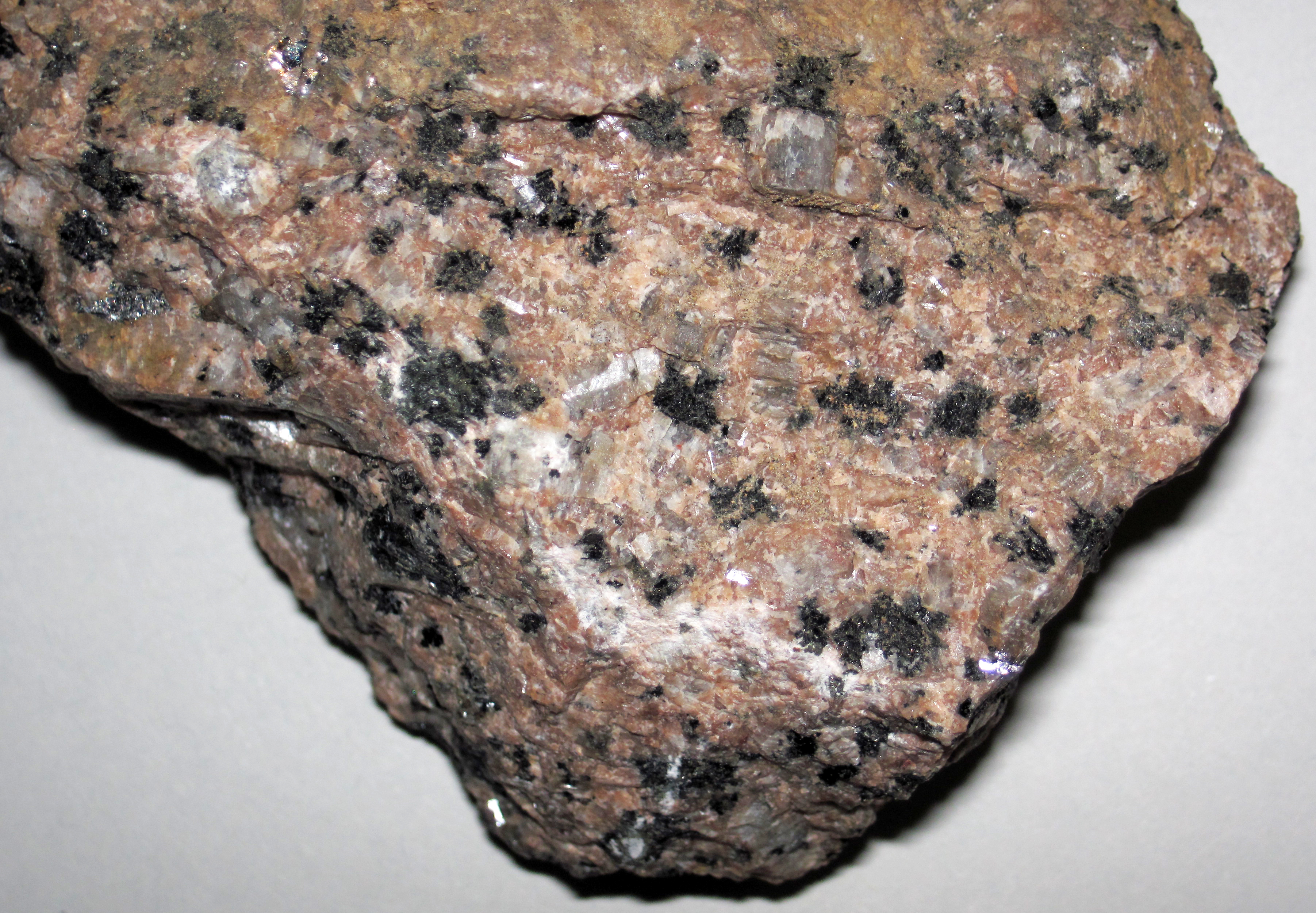
Rötlicher Nephelinsyenit von Wausau in Wisconsin

Der Ledmorit ist nach der benachbarten Ortschaft Ledmore benannt. Ledmore leitet sich etymologisch von zwei Wortstämmen ab. Der Ursprung von led ist nicht restlos geklärt, das Wort stammt womöglich vom altnorwegischen männlichen Substantiv liðr mit der Bedeutung „Glied, Gelenk, Generation“ ab. More ist das Schottisch-gälische Eigenschaftswort mòr mit der Bedeutung „groß“. Ledmore wäre demnach mit „großes Glied, großes Gelenk“ wiederzugeben. Es sind aber durch aus noch andere Möglichkeiten für led denkbar.

## Typlokalität
Die Typlokalität des Ledmorits (früher auch als Melanit-Malignit bezeichnet) befindet sich am Ledmore River in der Nähe des Loch Borralans in Assynt im Nordwesten Schottlands. Das Alkaligestein bildet hier einen Teil des Borralan-Komplexes, der größten alkalischen und an Quarz untersättigten Intrusion der britischen Inseln.

## Aufschlussverhältnisse
Aufgeschlossen ist der Ledmorit vorwiegend im Südwestteil des Borralan-Komplexes. Er zieht sich nach Nordwesten bis zum Steinbruch von Ledbeg hin, von wo aus er sich zu einem recht dünnen Band verschmälert und sodann in östliche Richtung streichend die Nordbegrenzung des Komplexes bildet.
Die Südostseite des Ledmorits wird vom Borolanit abgeschnitten. Seine südwestliche Begrenzung nähert sich dem Loch Urigill. Er ist hier in die Quarzite der kambrischen Ardvreck Group, in die An-t-Sròn-Formation und in den Durness Dolomite eingedrungen. Ferner trifft er entlang seiner Südwestseite auf die Ultramafite von Bad na h-Achlaise, von denen er auch einige Schollen inkorporiert. Im Westen trifft er dann mittels der Ben More Thrust auf die Cam Loch Klippen, die sich aus dem Grundgebirge des Lewisians aufbauen. Seine nördliche Umrahmung ist intrusiv in den Durness Limestone, in das Basal Quartzite Member, erneut in den Durness Limestone, in die An-t-Sròn-Formation, in das Pipe Rock Member und schließlich erneut in den Durness Limestone (im Uhrzeigersinn). Sein Nordostende wird dann ebenfalls vom Borolanit abgeschnitten. Der Ledmorit hat sich hufeisenförmig um den Alkalifeldspatsyenit und den zentralen Quarzsyenit herumgelegt. Seine maximale Ausdehnung erreicht der Ledmorit mit 5,7 Kilometer (in Nordwest-Südost-Richtung) im Südwesten. Hier hat er auch seine maximale Breite von rund 1 Kilometer.
Gute Aufschlüsse des Ledmorits befinden sich entlang der A837 road nördlich von Ledmore Junction, am Ledbeg River und am Ledmore River in Ledmore. Adern von Ledmorit, die Pyroxenite (Cromaltite) durchsetzen, kamen in den Grabungen in der Nähe von Bad na h-Achlaise zum Vorschein. Im schlecht aufgeschlossenen Gebiet an der Südwestseite des Loch Borralans finden sich keine Nephelinsyenite mehr, Bohrungen konnten aber nachweisen, dass Nephelinsyenite mindestens bis an die 3 Kilometer und mehr südlich und südwestlich von Ledmore im Untergrund anstehen (Notholt and Highley, 1981). Die Bohrkerne verdeutlichen, dass die Nephelinsyenite hier ebenfalls in die Pyroxenite eingedrungen waren (und letztere somit älter sind) und dass überdies noch andere Syenittypen vorhanden waren, deren Melanitgehalt stark zwischen 0 und 50 Volumenprozent schwankte.

## Vorkommen

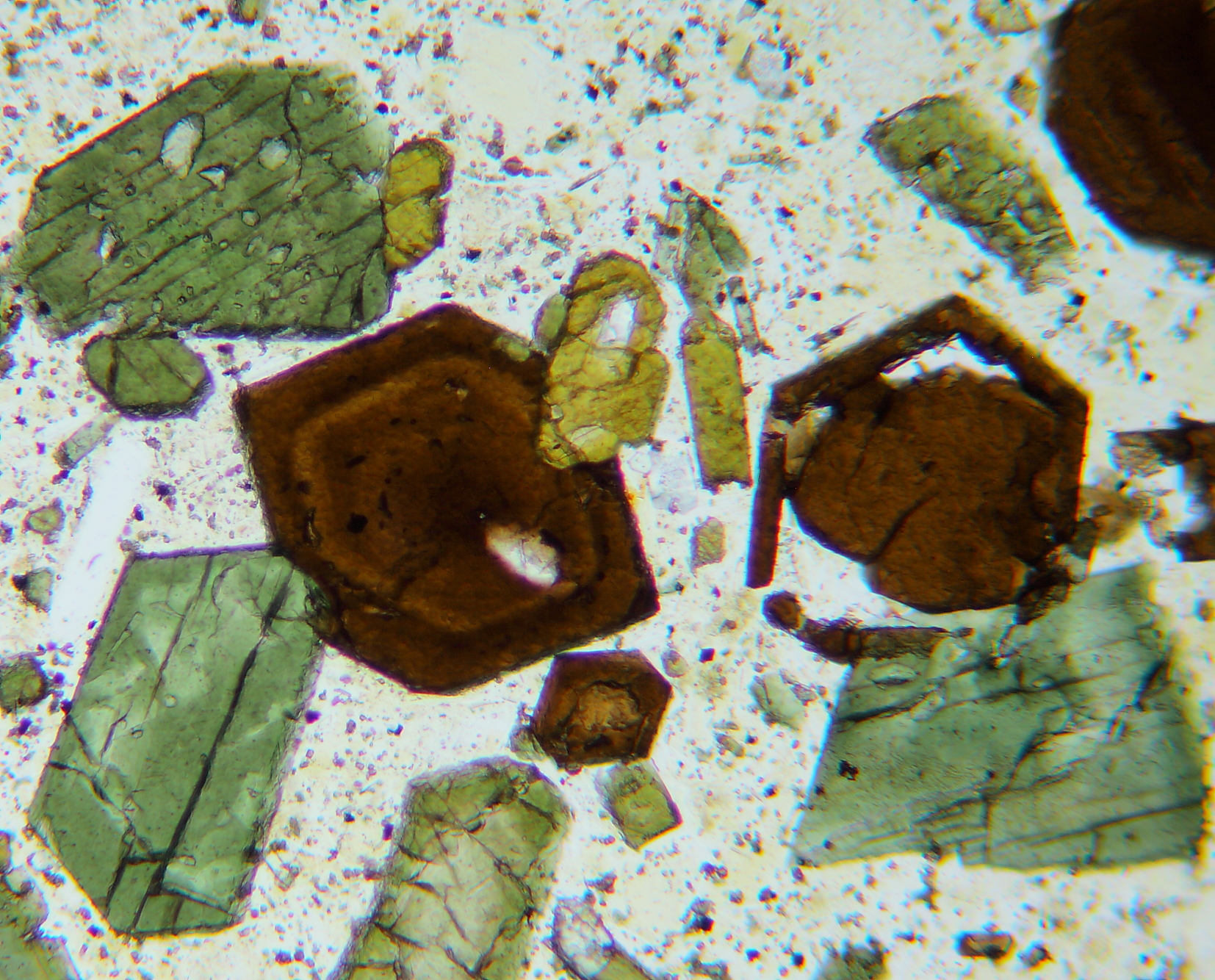
Dünnschliff durch einen Gangphonolith vom Kaiserstuhl mit grünem Aegirinaugit und dunkelbraunem Melanit. Linear-polarisiertes Licht.

Die Ledmorit-Vorkommen sind nicht auf den intrusiven Borralan-Komplex beschränkt. So treten auch noch Gänge aus Ledmorit an mehreren Stellen des Vorlandes auf. Beispielsweise in unmittelbarer Nähe der Sole Thrust bei Elphin, am Cùl Mòr, an der Enard Bay (Garvie Bay), bei An Fharaid Mhór in der Nähe von Achmelvich und bei Camas Eilean Ghlais im Norden der Coigach-Halbinsel. Letzterer Gang ist bereits 29 Kilometer vom eigentlichen Ledmorit entfernt. Alle diese Gänge streichen Westnordwest bis Nordwest – in etwa konform mit der Überschiebungsrichtung der Moine Thrust Zone. Sie sind hierbei vorwiegend in die Sandsteine der Torridonian Group oder auch in Gneise des Lewisians eingedrungen.
Außerhalb von Schottland ist Ledmorit (hier Sodalithsyenit) auch am Badberg des Kaiserstuhl-Vulkans zu finden. Melanithaltige Nephelinsyenite sind vom Alkalimassiv von Poços de Caldas in Brasilien bekannt. Auch in Argentinien erscheint Ledmorit, und zwar im La Peña-Komplex, einem alkalischen Intrusivkomplex bei Mendoza.

## Geschichtliches
Der Ledmorit wurde erstmals im Jahr 1910 von Samuel James Shand wissenschaftlich beschrieben.

## Petrologie

### Mineralgehalt
Minerale im Ledmorit sind Alkalifeldspat (Orthoklas), der Feldspatvertreter Nephelin Na3K(Al4Si4O16) (liegt gewöhnlich im Alterationszustand vor, meist abgeändert zu Natrolithnadeln), der Granat Melanit Ca3(Fe3+,Ti)2(SiO4)3, der tiefbraune Glimmer Biotit K(Mg,Fe)3AlSi3O10(OH)2 sowie Pyroxene (meist Augit oder Aegirin-Augit und Prismen von Aegirin). Interstitiell treten manchmal auch noch Bündel des Zeoliths Thomsonit auf. Natrolithnadeln finden sich auch im Orthoklas.
Im Unterschied zum Borolanit enthält der mesokrate Ledmorit keinerlei Flecken mit Pseudoleucit.

### Chemische Zusammensetzung
Vom Ledmorit sind nur ein paar sehr alte chemische Analysen vorhanden, ferner zum Vergleich zwei sehr ähnliche Borolanite:
| Oxid Gew. % | Ledmorit, Ledmore River | Gangledmorit, Rhu More | Borolanit, Aultivullin | Borolanit, Am Meallan |
| ----------- | ----------------------- | ---------------------- | ---------------------- | --------------------- |
| SiO2        | 45,06                   | 47,80                  | 43,22                  | 48,19                 |
| TiO2        | 1,25                    | 0,70                   | 2,72                   | 1,75                  |
| Al2O3       | 20,95                   | 20,10                  | 15,14                  | 18,52                 |
| Fe2O3       | 6,23                    | 6,70                   | 9,57                   | 4,51                  |
| FeO         | 2,84                    | 0,80                   | 2,62                   | 1,68                  |
| MnO         | 0,50                    | –                      | –                      | –                     |
| MgO         | 3,31                    | 1,10                   | 3,33                   | 1,12                  |
| CaO         | 8,32                    | 5,40                   | 14,35                  | 10,29                 |
| Na2O        | 3,51                    | 5,50                   | 2,94                   | 3,44                  |
| K2O         | 4,09                    | 7,10                   | 7,18                   | 8,05                  |
| P2O5        | 0,66                    | –                      | –                      | –                     |
| H2O−        | 0,30                    | –                      | –                      | 0,45                  |
| H2O+        | 3,98                    | 2,40                   | –                      | 3,00                  |
| Al/K+Na     | 2,05                    | 1,20                   | 1,20                   | 1,29                  |
| Al/K+Na+Ca  | 0,67                    | 0,66                   | 0,39                   | 0,46                  |

Der SiO2-Gehalt schwankt im Ledmorit zwischen 45 und 48 Gewichtsprozent, das Gestein kann daher als mafisch bezeichnet werden. Ledmorit ist an Quarz untersättigt (kein normativer Quarz q), enthält aber mit 13,78 Gewichtsprozent das Normmineral Nephelin ne (Feldspatvertreter) sowie 62,07 Gewichtsprozent normativen Feldspat. Ledmorit ist alkalisch, wobei Na20 + K20 bis zu 12,6 Gewichtsprozent ausmachen kann. Der Al2O3-Gehalt liegt über 20 Gewichtsprozent und ist recht hoch. Dennoch ist der Ledmorit metalumisch, d. h. an Aluminium untersättigt mit Al/K+Na > 1 und Al/K+Na+Ca < 1.

### Äußere Erscheinung
Das mesokratische Gestein erscheint gleichkörnig mit mittlerer bis grober Korngröße, die Kristalle sind eng miteinander verwachsen. Die Ledmoritgänge sind jedoch sehr feinkörnig. Die Farbgebung der Ledmorite ist variabel und hängt von ihrem Anteil an Alkalifeldspat und Pyroxenen ab. Sie kann von Rot- über Braun- nach Grüntönen umschlagen. Meist sind die Gesteine stark verwittert und zeigen Zerfallserscheinungen. Gelegentlich legen Ledmorite (wie beispielsweise im Steinbruch von Ledbeg) magmatische Strecklineare an den Tag, welche von ausgerichteten Alkalifeldspatleisten herrühren.

### Frühe Intrusionsphase
Der Ledmorit gehört neben dem Borolanit zur frühen Abfolge des Borralan-Komplexes (engl. Loch Borralan Early Suite), die Foidsyeniten (bzw. Nephelinsyeniten) des Feldes 11 im QAPF-Diagramm entspricht. Zur frühen Abfolge zählen ferner die ultramafischen Pyroxenite (Cromaltite) und Hornblendite am Südwestrand des Komplexes als auch Gesteine mit Feldspatvertretern, welche beide aus mehreren Pulsen bereits differenzierter Magmen hervorgegangen waren.